# Fedora Records
Fedora Records is een Amerikaans platenlabel voor blues. Het is een zusterlabel van HighNote Records en werd opgericht door Joe Fields, eerder oprichter van Muse Records. Het is gevestigd in New York.
Artiesten die op het label uitkwamen zijn onder meer Jimmy Dawkins, Hosea Leavy, Byther Smith, Arthur Williams, U.P. Wilson, Fillmore Slim, Homesick James, Little Buster & the Soul Brothers, Bennie Smith, Mojo Buford, Big Al Dupree, Iceman Robinson, Dave Riley, Johnnie Bassett, Al Garrett, J.J. Malone, Tommy Bankhead en Willie Willis & the Wildcatters.